# Se una regola c'è
Se una regola c'è è un singolo del cantautore italiano Nek, pubblicato il 29 gennaio 1999 come terzo estratto dal quinto album in studio In due. Nel CD singolo è presente anche una versione remix ad opera del celebre gruppo dance Eiffel 65. 

## Formazione
- Nek – voce, cori, basso
- Walter Sacripanti – batteria
- Massimo Varini – chitarra, cori
- David Sabiu – cembalo
- Luca Tosoni – pianoforte

## Classifiche
| Classifica (1999) | Posizione più alta |
| ----------------- | ------------------ |
| Germania          | 84                 |

### Classifiche di fine anno
| Classifica (1999) | Posizione |
| ----------------- | --------- |
| Romania           | 25        |